# Каменев, Константин Кириллович
Константин Кириллович Каменев (1917—1981) — старший сержант Рабоче-крестьянской Красной Армии, участник Великой Отечественной войны, Герой Советского Союза (1944).

## Биография
Родился 14 декабря 1917 года в Оренбурге.
Получил неполное среднее образование, после чего работал формовщиком на Оренбургском паровозоремонтном заводе.
В январе 1942 года призван на службу в Рабоче-крестьянскую Красную Армию. С июля того же года — на фронтах Великой Отечественной войны. К октябрю 1943 года старший сержант Константин Каменев командовал отделением разведки батареи 661-го артиллерийского полка 206-й стрелковой дивизии 47-й армии 1-го Украинского фронта. Отличился во время битвы за Днепр.
В октябре 1943 года Каменев одним из первых в своей дивизии переправился через Днепр в районе села Бучак Каневского района Черкасской области Украинской ССР и корректировал огонь артиллерии дивизиона, благодаря чему стрелковые части смогли удержать плацдарм на западном берегу реки. 23-24 октября вместе с бойцами Каменев штурмом взял опорный пункт противника и держал на нём оборону, отражая немецкие контратаки.
Указом Президиума Верховного Совета СССР от 3 июня 1944 года старший сержант Константин Каменев был удостоен высокого звания Героя Советского Союза с вручением ордена Ленина и медали «Золотая Звезда».
После окончания войны Каменев был демобилизован. Вернулся в Оренбург, где работал в тресте «Промстрой».
Скончался 26 марта 1981 года. Похоронен на кладбище по улице Монтажников в городе Оренбург.
Был также награждён орденом Красной Звезды и рядом медалей.